# جاكوب أندرسن
جاكوب أندرسن (بالدنماركية: Jacob Andersen)‏ هو ربان ‏ دنماركي، ولد في 16 مايو 1892 في Tikøb ‏ في الدنمارك، وتوفي في 3 مايو 1955 في كوبنهاغن في الدنمارك.

## وصلات خارجية
- جاكوب أندرسن على موقع أوليمبيديا (الإنجليزية)